# Nombrar (procedimiento parlamentario)
El «nombrar» o «llamar por el nombre» (naming en inglés) es un procedimiento en algunos parlamentos del modelo Westminster que permite al presidente (speaker por su nombre en Inglés) retirar temporalmente a un miembro del parlamento que está violando las reglas de conducta de la legislatura. Históricamente el término se refiere a la invocación del proceso de sanción por parte del presidente al llamar por su nombre real al legislador, rompiendo deliberadamente la convención de llamar a los miembros por el nombre de su circunscripción.
Los procesos para «nombrar» a un miembro están presentes en las cámaras bajas de los parlamentos británico, australiano, canadiense y neozelandés así como en las legislaturas de algunos estados australianos y provincias canadienses. La implementación del procedimiento varía según el parlamento pero generalmente requiere que el presidente nombre a un miembro y luego espere a que otro miembro proponga que el miembro infractor sea sancionado de acuerdo con las reglas de orden correspondientes.

## Proceso

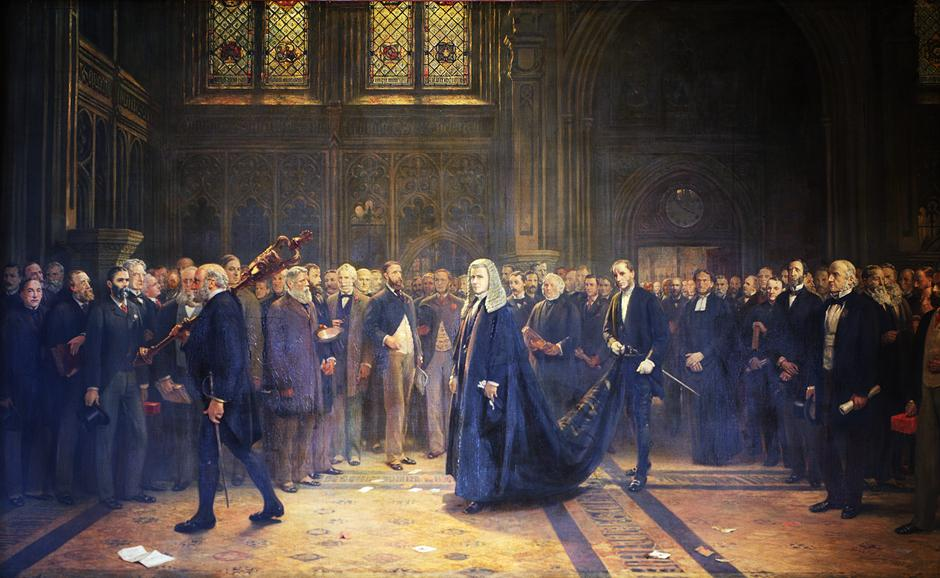
Procesión del presidente en 1884.

En la Cámara de los Comunes del Reino Unido el presidente o uno de sus adjuntos pueden iniciar el proceso proponiendo una votación para suspender a un miembro de la Cámara si el presidente cree que el miembro ha violado las reglas de conducta de la Cámara. Normalmente esto solo se hace si el miembro ya ha recibido la orden de abandonar la Cámara (lo que automáticamente conduce a una suspensión por el resto del día) y se ha negado a hacerlo, o si ha cometido una grave infracción de conducta, lo que conlleva una suspensión de hasta cinco días y la pérdida del salario del miembro durante ese período.
El procedimiento para «nombrar» a los miembros se encuentra bajo la Orden Permanente 44. Los miembros pueden ser suspendidos por el resto del día de acuerdo con la Orden Permanente 43 (anteriormente numerada como Orden Permanente 42). El presidente o sus adjuntos declaran «Yo nombro a... (I name...)» seguido del nombre del miembro, invita al Líder de la Cámara o a su adjunto a presentar la moción de que el miembro sea suspendido y luego plantea la pregunta:

The question is that the honourable member be suspended from the services of the House. As many as are of that opinion say 'Aye', of the contrary 'No'.
La pregunta es si el honorable miembro debe ser suspendido de los servicios de la Cámara. Los que estén a favor, digan 'Sí', los que estén en contra, digan 'No'.

Normalmente no se requiere una votación (división) ya que los miembros del parlamento suelen respaldar el juicio del presidente. Sin embargo cuando John McDonnell fue «nombrado» por el presidente adjunto Alan Haselhurst el 15 de enero de 2009 por perturbar la maza ceremonial se convocó una votación debido a que George Galloway y otros miembros se declararon en contra. El voto fue cancelado porque ningún miembro estaba dispuesto a actuar como escrutador para los Noes.
En la Cámara de Representantes de Australia el procedimiento para «nombrar» a los miembros se rige por la Orden Permanente 94. Según la Orden Permanente 94a el presidente puede ordenar la expulsión inmediata de un miembro durante una hora sin necesidad de una votación. Si un miembro es «nombrado» bajo la Orden Permanente 94b la expulsión depende de una votación. Cuando se «nombra» a un miembro el presidente declara «Yo nombro... (I name...)» seguido de la División Electoral del miembro, y luego el Líder de la Cámara presenta la moción:

That the member for (division) be suspended from the service of the House.
Que el miembro por (lugar) sea suspendido de los servicios de la Cámara.

Si la votación se aprueba por mayoría simple el miembro deberá abandonar la cámara durante 24 horas.
En la Cámara de los Comunes de Canadá la autoridad del presidente para retirar a los miembros se encuentra en la Orden Permanente 11. Un miembro «nombrado» por el presidente está obligado a abandonar inmediatamente la Cámara y se le prohíbe regresar durante el resto de la sesión. Alternativamente el presidente puede sugerir a la Cámara la expulsión de un miembro por un período de tiempo específico, lo que requiere que una moción obtenga una mayoría de votos en el pleno. Aunque la expulsión de miembros fue cada vez más común a lo largo del siglo XX, el uso de este procedimiento ha disminuido desde entonces habiéndose utilizado solo cuatro veces desde el año 2000. La orden de retirar a un miembro generalmente requiere un acto de desobediencia hacia el presidente, ya que la expulsión de un miembro suele justificarse con el razonamiento genérico de que el miembro está «ignorando la autoridad de la presidencia».
El procedimiento también se ha utilizado una vez en el Senado de Massachusetts. El 27 de octubre de 1981 el presidente del Senado, William M. Bulger «nombró» al senador Alan Sisitsky después de que Sisitsky interrumpiera continuamente los procedimientos del Senado. Sisitsky fue luego retirado de la Cámara del Senado por un oficial de la corte. El asunto fue remitido al Comité de Ética del Senado que recomendó que Sisitsky fuera suspendido indefinidamente hasta que emitiera una disculpa formal al Senado.